# João Batista da Silva (calciatore)
João Batista da Silva, meglio noto come Batista (Porto Alegre, 8 marzo 1955), è un ex calciatore brasiliano.

## Biografia
Ha una figlia, Salomè da Silva, attrice italiana nata negli anni 90 dalla relazione con la scrittrice, regista e sceneggiatrice Francesca Guidato.

## Carriera

### Giocatore

#### Club

Batista all'Avellino nella stagione 1985-1986

Centrocampista di contenimento, ha iniziato la sua carriera nel club brasiliano dell'Internacional, con cui ha vinto 3 campionati nazionali e 4 campionati Gaucho, giocando insieme al compagno di Nazionale Paulo Roberto Falcão. Nel 1982, in disaccordo con la direzione della società di Porto Alegre, Batista si trasferisce alla rivale cittadina del Grêmio.
L'anno successivo gioca tra le file del Palmeiras per poi trasferirsi in Italia, alla Lazio, dove è fortemente voluto dal presidente Chinaglia. In maglia laziale gioca due campionati, l'ultimo dei quali culminato con la clamorosa retrocessione del club romano in Serie B. La grave situazione della società biancoceleste induce il centrocampista gaúcho a lasciare la Capitale, così viene acquistato dall'Avellino, dove però non riesce ad esprimersi ai suoi massimi livelli. Batista decide così di porre fine alla sua avventura italiana per tentare un'esperienza in Portogallo, nel Belenenses, dove rimane per una sola annata.
Chiude la carriera in Brasile nel 1989, tra le file dell'Avaí.

#### Nazionale
Nella Nazionale brasiliana ha totalizzato 38 presenze tra l'aprile del 1978 e il giugno del 1983, senza mai segnare un gol. Ha partecipato anche a due edizioni della Coppa del Mondo, nel 1978 e nel 1982.
Nel torneo del 1978, Batista ha giocato in tutte e sette le gare disputate dal Brasile, che in quell'occasione rimase imbattuto, subendo solo tre reti, ma non riuscendo a qualificarsi per la finale.
Nel 1982 il regista del Grêmio è stato riserva di lusso. Ha però totalizzato in quell'occasione una sola presenza, sostituendo nei minuti finali Zico nel sentito match contro l'Argentina. Durante questa gara, l'argentino Diego Armando Maradona fu espulso per aver commesso un brutto fallo proprio su Batista.

### Dopo il ritiro
Attualmente Batista lavora come commentatore del canale televisivo brasiliano RBS, che fa parte del circuito della TV Globo.

## Statistiche

### Cronologia presenze e reti in nazionale
| Cronologia completa delle presenze e delle reti in nazionale ― Brasile | Cronologia completa delle presenze e delle reti in nazionale ― Brasile | Cronologia completa delle presenze e delle reti in nazionale ― Brasile | Cronologia completa delle presenze e delle reti in nazionale ― Brasile | Cronologia completa delle presenze e delle reti in nazionale ― Brasile | Cronologia completa delle presenze e delle reti in nazionale ― Brasile | Cronologia completa delle presenze e delle reti in nazionale ― Brasile | Cronologia completa delle presenze e delle reti in nazionale ― Brasile |
| Data                                                                   | Città                                                                  | In casa                                                                | Risultato                                                              | Ospiti                                                                 | Competizione                                                           | Reti                                                                   | Note                                                                   |
| ---------------------------------------------------------------------- | ---------------------------------------------------------------------- | ---------------------------------------------------------------------- | ---------------------------------------------------------------------- | ---------------------------------------------------------------------- | ---------------------------------------------------------------------- | ---------------------------------------------------------------------- | ---------------------------------------------------------------------- |
| 5-4-1978                                                               | Amburgo                                                                | Germania Est                                                           | 1 – 0                                                                  | Brasile                                                                | Amichevole                                                             | -                                                                      | ?’                                                                     |
| 19-4-1978                                                              | Londra                                                                 | Inghilterra                                                            | 1 – 1                                                                  | Brasile                                                                | Amichevole                                                             | -                                                                      | 60’ ?’                                                                 |
| 1-5-1978                                                               | Rio de Janeiro                                                         | Brasile                                                                | 3 – 0                                                                  | Perù                                                                   | Amichevole                                                             | -                                                                      |                                                                        |
| 17-5-1978                                                              | Rio de Janeiro                                                         | Brasile                                                                | 2 – 0                                                                  | Cecoslovacchia                                                         | Amichevole                                                             | -                                                                      |                                                                        |
| 3-6-1978                                                               | Mar del Plata                                                          | Brasile                                                                | 1 – 1                                                                  | Svezia                                                                 | Mondiali 1978 - 1º turno                                               | -                                                                      |                                                                        |
| 7-6-1978                                                               | Mar del Plata                                                          | Spagna                                                                 | 0 – 0                                                                  | Brasile                                                                | Mondiali 1978 - 1º turno                                               | -                                                                      |                                                                        |
| 11-6-1978                                                              | Mar del Plata                                                          | Brasile                                                                | 1 – 0                                                                  | Austria                                                                | Mondiali 1978 - 1º turno                                               | -                                                                      |                                                                        |
| 14-6-1978                                                              | Mendoza                                                                | Brasile                                                                | 3 – 0                                                                  | Perù                                                                   | Mondiali 1978 - 2º turno                                               | -                                                                      |                                                                        |
| 18-6-1978                                                              | Rosario                                                                | Argentina                                                              | 0 – 0                                                                  | Brasile                                                                | Mondiali 1978 - 2º turno                                               | -                                                                      |                                                                        |
| 21-6-1978                                                              | Mendoza                                                                | Brasile                                                                | 3 – 1                                                                  | Polonia                                                                | Mondiali 1978 - 2º turno                                               | -                                                                      |                                                                        |
| 24-6-1978                                                              | Buenos Aires                                                           | Brasile                                                                | 2 – 1                                                                  | Italia                                                                 | Mondiali 1978 - Finale 3º posto                                        | -                                                                      | 44’                                                                    |
| 26-7-1979                                                              | La Paz                                                                 | Bolivia                                                                | 2 – 1                                                                  | Brasile                                                                | Coppa America 1979 - 1º turno                                          | -                                                                      | ?’                                                                     |
| 2-8-1979                                                               | Rio de Janeiro                                                         | Brasile                                                                | 2 – 1                                                                  | Argentina                                                              | Coppa America 1979 - 1º turno                                          | -                                                                      | ?’                                                                     |
| 16-8-1979                                                              | San Paolo                                                              | Brasile                                                                | 2 – 0                                                                  | Bolivia                                                                | Coppa America 1979 - 1º turno                                          | -                                                                      |                                                                        |
| 23-8-1979                                                              | Buenos Aires                                                           | Argentina                                                              | 2 – 2                                                                  | Brasile                                                                | Coppa America 1979 - 1º turno                                          | -                                                                      | ?’                                                                     |
| 8-6-1980                                                               | Rio de Janeiro                                                         | Brasile                                                                | 2 – 0                                                                  | Messico                                                                | Amichevole                                                             | -                                                                      | cap.                                                                   |
| 15-6-1980                                                              | Rio de Janeiro                                                         | Brasile                                                                | 1 – 2                                                                  | Unione Sovietica                                                       | Amichevole                                                             | -                                                                      | [ 4 ]                                                                  |
| 29-6-1980                                                              | San Paolo                                                              | Brasile                                                                | 1 – 1                                                                  | Polonia                                                                | Amichevole                                                             | -                                                                      |                                                                        |
| 27-8-1980                                                              | Fortaleza                                                              | Brasile                                                                | 1 – 0                                                                  | Uruguay                                                                | Amichevole                                                             | -                                                                      |                                                                        |
| 25-9-1980                                                              | Asunción                                                               | Paraguay                                                               | 1 – 2                                                                  | Brasile                                                                | Amichevole                                                             | -                                                                      |                                                                        |
| 30-10-1980                                                             | Goiânia                                                                | Brasile                                                                | 6 – 0                                                                  | Paraguay                                                               | Amichevole                                                             | -                                                                      | ?’                                                                     |
| 21-12-1980                                                             | Cuiabá                                                                 | Brasile                                                                | 2 – 0                                                                  | Svizzera                                                               | Amichevole                                                             | -                                                                      |                                                                        |
| 4-1-1981                                                               | Montevideo                                                             | Argentina                                                              | 1 – 1                                                                  | Brasile                                                                | Copa de Oro                                                            | -                                                                      | ?’                                                                     |
| 7-1-1981                                                               | Montevideo                                                             | Germania Ovest                                                         | 1 – 4                                                                  | Brasile                                                                | Copa de Oro                                                            | -                                                                      |                                                                        |
| 10-1-1981                                                              | Montevideo                                                             | Uruguay                                                                | 1 – 2                                                                  | Brasile                                                                | Copa de Oro                                                            | -                                                                      |                                                                        |
| 1-2-1981                                                               | Bogotà                                                                 | Colombia                                                               | 1 – 1                                                                  | Brasile                                                                | Amichevole                                                             | -                                                                      | ?’                                                                     |
| 8-2-1981                                                               | Caracas                                                                | Venezuela                                                              | 0 – 1                                                                  | Brasile                                                                | Amichevole                                                             | -                                                                      |                                                                        |
| 22-2-1981                                                              | La Paz                                                                 | Bolivia                                                                | 1 – 2                                                                  | Brasile                                                                | Qual. Mondiali 1982                                                    | -                                                                      | ?’                                                                     |
| 14-3-1981                                                              | Ribeirão Preto                                                         | Brasile                                                                | 2 – 1                                                                  | Cile                                                                   | Amichevole                                                             | -                                                                      |                                                                        |
| 22-3-1981                                                              | Rio de Janeiro                                                         | Brasile                                                                | 3 – 1                                                                  | Bolivia                                                                | Qual. Mondiali 1982                                                    | -                                                                      |                                                                        |
| 29-3-1981                                                              | Goiânia                                                                | Brasile                                                                | 5 – 0                                                                  | Venezuela                                                              | Qual. Mondiali 1982                                                    | -                                                                      |                                                                        |
| 5-5-1982                                                               | São Luis                                                               | Brasile                                                                | 3 – 1                                                                  | Portogallo                                                             | Amichevole                                                             | -                                                                      |                                                                        |
| 2-7-1982                                                               | Barcellona                                                             | Argentina                                                              | 1 – 3                                                                  | Brasile                                                                | Mondiali 1982 - 2º turno                                               | -                                                                      | 82’                                                                    |
| 28-4-1983                                                              | Rio de Janeiro                                                         | Brasile                                                                | 3 – 2                                                                  | Cile                                                                   | Amichevole                                                             | -                                                                      |                                                                        |
| 8-6-1983                                                               | Coimbra                                                                | Portogallo                                                             | 0 – 4                                                                  | Brasile                                                                | Amichevole                                                             | -                                                                      |                                                                        |
| 12-6-1983                                                              | Cardiff                                                                | Galles                                                                 | 1 – 1                                                                  | Brasile                                                                | Amichevole                                                             | -                                                                      |                                                                        |
| 17-6-1983                                                              | Basilea                                                                | Svizzera                                                               | 1 – 2                                                                  | Brasile                                                                | Amichevole                                                             | -                                                                      | 73’                                                                    |
| 22-6-1983                                                              | Göteborg                                                               | Svezia                                                                 | 3 – 3                                                                  | Brasile                                                                | Amichevole                                                             | -                                                                      |                                                                        |
| Totale                                                                 |                                                                        | Presenze                                                               | 38                                                                     |                                                                        | Reti                                                                   | 0                                                                      |                                                                        |

## Palmarès

### Club
- Campionato brasiliano: 3

Internacional: 1975, 1976, 1979
- Campionato Gaúcho: 4

Internacional: 1975, 1976, 1978, 1981
- Campionato Catarinense: 1

Avaì: 1988
- Torneo Estivo del 1986: 1

Avellino: 1986

### Nazionale
- Giochi panamericani: 1

Città del Messico 1975

### Individuale
- Bola de Prata: 2

1980, 1982